# Pago Florentino
Pago Florentino es un Vino de Pago procedente de Castilla-La Mancha, solo aplicable a vinos tintos. La superficie del viñedo establecida según Registro vitícola es de 58,1192 ha del término municipal de Malagón (provincia de Ciudad Real). La densidad de plantación está comprendida entre 1.300-3.000 cepas /ha. La conducción se realiza en espaldera, disponiendo también de cepas de la variedad tempranillo en forma de vaso sin apoyo. Los sistemas de poda son doble cordón y vaso clásico.
El vino procede del ensamblaje del vino varietal tempranillo, y proporciones variables de los varietales Syrah y Petit Verdot, aunque en ningún caso el porcentaje de estos dos últimos varietales, conjuntamente, supera el 10%. Se elabora cada variedad por separado, la fermentación alcohólica se realiza a una temperatura comprendida entre 14-34 °C inducida en condiciones normales, por las levaduras naturales propias de la uva. La maceración se realiza en presencia de los hollejos, durante un periodo comprendido entre 7 y 21 días. Posteriormente se realizará el descube y prensado con programa de presión automático que no permite obtener más de 70 litros por cada 100 kg uva. La fermentación maloláctica se produce a una temperatura comprendida entre 15 y 22 °C. El envejecimiento se efectúa en barricas de roble de 225 y 228 litros de capacidad durante un periodo comprendido entre 6 y 18 meses. Previamente al embotellado se realiza una filtración con placa.